# Dorothea Deppermann
Dorothea Deppermann (* 1983) ist eine deutsche Politikerin (Bündnis 90/Die Grünen). Sie ist seit Juni 2022 Mitglied im Landtag von Nordrhein-Westfalen.

## Biografie
Dorothea Deppermann legte 2003 ihr Abitur an einem Gymnasium in Herford ab. Von 2003 bis 2006 absolvierte sie ein duales Studium als Diplom-Verwaltungswirtin bei der Bezirksregierung Detmold. Von 2006 bis zum Antritt des Landtagsmandates war sie als Beamtin bei einer Landesoberbehörde der Polizei, zuletzt dem Landesamt für Ausbildung, Fortbildung und Personalangelegenheiten der Polizei, tätig. 2012 erlangte sie berufsbegleitend den Master of Public Administration an der Universität Kassel. Sie ist Mitglied der International Police Association (IPA).

## Politik
Zur Landtagswahl 2022 kandidierte Deppermann im Wahlkreis Münster III – Coesfeld III und gewann dort das Direktmandat mit 34,7 % der Erststimmen. Sie lag damit 0,3 % (163 Stimmen) vor ihrem Gegenkandidaten von der CDU. Sie ist damit seit Juni 2022 Mitglied im Landtag. Sie ist seit 2020 als sachkundige Bürgerin Mitglied des Ausschusses für Personal, Digitalisierung, Organisation, Sicherheit und Ordnung und stellvertretendes Mitglied des Gleichstellungsausschusses der Stadt Münster.